# Bennelong SwissWellness Cycling Team
Bennelong SwissWellness Cycling Team (Kod UCI: BSC) – australijska zawodowa grupa kolarska założona w 2008 roku. Od początku istnienia znajduje się w dywizji UCI Continental Teams.

## Skład 2018
| Imię i nazwisko            | Data urodzenia            | Narodowość        |
| -------------------------- | ------------------------- | ----------------- |
| Cameron Bayly              | 11 października 1990(dts) | Australia         |
| Scott Bowden               | 4 kwietnia 1995(dts)      | Australia         |
| Alastair Christie-Johnston | 29 marca 1998(dts)        | Australia         |
| Joseph Cooper              | 27 grudnia 1985(dts)      | Nowa Zelandia     |
| Sam Crome                  | 16 grudnia 1993(dts)      | Australia         |
| Brendon Davids             | 4 lutego 1993(dts)        | Południowa Afryka |
| Nathan Elliott             | 15 grudnia 1990(dts)      | Australia         |
| Michael Freiberg           | 10 października 1990(dts) | Australia         |
| Anthony Giacoppo           | 13 maja 1986(dts)         | Australia         |
| Chris Harper               | 23 listopada 1994(dts)    | Australia         |
| Sean Lake                  | 6 grudnia 1991(dts)       | Australia         |
| Jason Lea                  | 25 czerwca 1996(dts)      | Australia         |
| Alexander Porter           | 13 maja 1996(dts)         | Australia         |
| Timothy Roe                | 28 października 1989(dts) | Australia         |
| Scott Sunderland           | 16 marca 1988(dts)        | Australia         |
| Dylan Sunderland           | 26 lutego 1996(dts)       | Australia         |
| Ayden Toovey               | 8 listopada 1995(dts)     | Australia         |
| Steele von Hoff            | 31 grudnia 1987(dts)      | Australia         |
| Tristan Ward               | 18 sierpnia 1995(dts)     | Australia         |

## Nazwa grupy w poszczególnych latach
| lata      | nazwa                                           |
| --------- | ----------------------------------------------- |
| 2008–2009 | Praties                                         |
| 2010–2012 | Genesys Wealth Advisers                         |
| 2013      | Huon Salmon Genesys Wealth Advisers p/b Praties |
| 2014–2015 | Avanti Racing Team                              |
| 2016      | Avanti IsoWhey Sport                            |
| 2017      | IsoWhey Sports SwissWellness Team               |
| 2018–     | Bennelong SwissWellness Cycling Team            |